# Inge den äldre
Inge den äldre, även Inge Stenkilsson, död omkring 1110, var kung av Sverige senast från 1080 till omkring 1084 och omkring 1088–1110. Han var son till Stenkil, och hans moder var möjligen en dotter till kung Emund den gamle. Han skall enligt Hervararsagan ha samregerat med sin bror Halsten, och ett påvligt brev är ställt till honom och en kung "A", som tolkats som antingen Halsten eller Håkan Röde. Andra källor har dock mot dessa stridiga uppgifter om ordningen de tre kungarna regerade i.
Inge uppges ha avsatts av svearna cirka 1084 för att han vägrade blota vid alltinget och ersattes hos svearna av Blot-Sven. Inge ska ha försökt kristna svearna vilket de inte uppskattade. Omkring år 1087 ska Inge ha dräpt sin konkurrent, tillika svåger, Sven, bränt hednatemplet i Uppsala och tagit tillbaka makten över hela Sverige. Hervararsagan meddelar:
| ”               | Inge var länge konung och vänsäll och en god kristen; han avskaffade bloten i Svitjod och påbjöd, att allt folk skulle kristnas | „ |
| – Hervararsagan | |   |

## Gårdsinnehav i Vreta
Enligt en uppteckning från 1500-talet grundade Inge Vreta kloster och lät bygga Vreta kyrka. Enligt uppteckningen skall dessutom hans hustru Helena ha donerat ett tjugotal gårdar, av vilka huvuddelen låg i närheten. Påvens brev i det här ämnet nämner endast Inge som svensk kung: "Ingo gloriosus Suetonum Rex – Inge, svearnas ärorike konung".

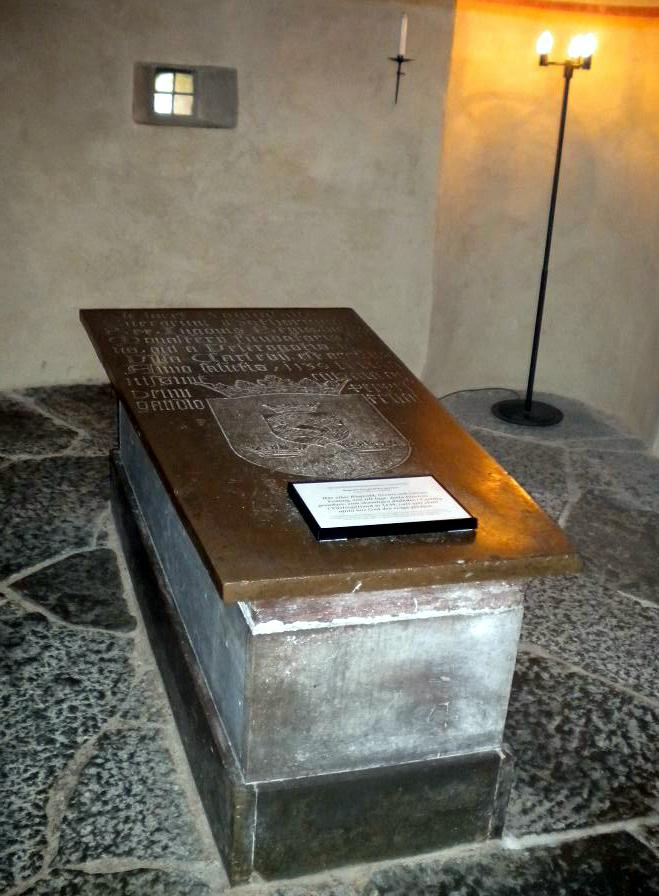
Kung Inges familjegrav (med 1500-talssten över hans son Ragnvald) i familjeklostret i Vreta.

## Trekungamötet i Kungahälla
Kung Inge den äldre bevistade enligt flera isländska källor det så kallade trekungamötet 1101 i Kungahälla (Kungälv) då kung Erik Ejegod av Danmark, Kung Magnus Barfot av Norge och Inge ska ha träffats för att utarbeta en varaktig fred, tydligen efter strider mellan Inge och Magnus. För att bekräfta freden giftes Inges dotter Margareta bort med kung Magnus vid detta tillfälle, och fick därvid namnet Margareta Fredkulla. Den tidigaste källan, den norske munken Theodoricus Historia de antiquitate regum Norvagiensium, nämner ett fredsslut mellan "götarnas konung" Inge och kung Magnus, som bekräftades av giftermålet och där vissa omstridda dalsländska områden följde med Margareta som hemgift. Mötet har även beskrivits av bland andra Snorre Sturlasson, som även ger ytterligare detaljer om kriget samt meddelar uppgiften att kung Erik medverkade vid mötet.
Av de vid trekungamötet närvarande kungarna beskriver Snorre kung Inge som ståtligast, med en stor stjärt som i Norge gav honom tillnamnet Inge bakbred. Theodoricus beskriver honom som "oförvitlig". Enligt Västgötalagens kungalängd skall han ha varit modig och laglydig.

## Inges död
Enligt Prosaiska krönikan skall Inge ha stridit i Skåne och i tre år härskat över landskapet, varefter han mördades i sin säng. Johannes Magnus uppgift att han skall ha stridit mot en rysk furste Valdemar eller Jarizlav är än mer osäker.
Årtalen för Inges död och frånträde från tronen är osäkra. Källor talar om allt från 1103–1118, men det är inte säkertställt att de två sakerna inträffade samtidigt, även om Hervararsagan berättar att "Inge styrde riket till döddagar och blev sotdöd".

## Stenkilska gravkoret
Enligt nyare forskning är Inge begravd i Stenkilska gravkoret i Vreta klosters kyrka. Gravkoret, som det också kallas utan ättens namn, uppfördes av kungens son Ragnvald som dog före fadern. Det har daterats till tidigt 1100-tal. Under monumentet och golvet finns skelett i några stenkistor av långväxta män, närmare bestämt 1,98 och 2,02 meter långa. Detta stämmer överens med uppgiften om att personer ur Stenkilsätten var långa.

## Familj
Inge var gift med Helena, som möjligen var identisk med den "Maer" eller "mö" som var syster till Blot-Sven. Enligt en 1400-talsuppgift skall han ha varit gift med Ragnhild av Tälje.
Barn:
1. Kristina, (d. 1122), g. m. storfurst Mstislav I av Kiev (1076–1132)
2. Ragnvald, troligen död före fadern, men av vissa historiker identifierad med kung Ragnvald Knaphövde
3. Margareta kallad Fredkulla, g. m. Magnus Barfot av Norge och Nils av Danmark
4. Katarina, g. m. Björn Haraldsson Järnsida (d. 1134); deras dotter Kristina blev svensk drottning.